# Jobtilbud i nazismens Tyskland
Jobtilbud i nazismens Tyskland er en dansk dokumentarfilm fra 1986, der er instrueret af Elisabeth Rygård efter manuskript af Karsten Mathiasen.

## Handling
Henved 100.000 danskere rejste under besættelsen til Tyskland for at arbejde. Det var i princippet en frivillig sag, men udsigten til lønnet arbejde var fristende. Dertil kom, at Danmark fik kul og koks som modydelse, og mange offentlige myndigheder tilskyndede arbejderne til at søge sydpå. Der var ikke mange nazister eller "tysk-venlige" blandt dem, der rejste. Alligevel blev der kigget skævt til dem, da de kom hjem.